# Iván T. Berend
Iván Tibor Berend (Budapest, 11 de diciembre de 1930) es un historiador, fundamentalmente  historiador de  economía húngaro, profesor en la Universidad de California en Los Ángeles (UCLA).
Antiguo presidente de la Academia Húngara de Ciencias, fue autor junto a György Ránki de obras como Magyarorszag Gazdasaga Az Elso Vilaghaboru Utan, 1919-1929 (1966), Economic Development in East-Central Europe in the 19th and 20th Centuries (Columbia University Press, 1974), Hungary–A Century of Economic Development (1974), East Central Europe in the 19th and 20th Centuries (Akadémiai Kiadó, 1977), The European Periphery and Industrialisation, 1780-1914 (Cambridge University Press, 1982) y The Hungarian Economy in the Twentieth Century (St. Martin's Press, 1985), entre otras.
En solitario escribió Central and Eastern Europe, 1944-1993: Detour from the Periphery to the Periphery (Cambridge University Press, 1996), Decades of Crisis: Central and Eastern Europe before World War II (University of California Press, 1998), History Derailed: Central and Eastern Europe in the Long Nineteenth Century (University of California Press, 2003), An Economic History of Twentieth-Century Europe (Cambridge University Press, 2006), From the Soviet Bloc to the European Union: The Economic and Social Transformation of Central and Eastern Europe since 1973 (Cambridge University Press, 2009), History in My Life: A Memoir of Three Eras (Central European University Press, 2009), una autobiografía,Europe in crisis: Bolt from the blue (2013), An Economic History of Nineteenth-Century Europe. Diversity and Industrialization (2013) y A Century of Populist Demagogues: Eighteen European Portraits, 1918–2018 (2020), entre otras.